# Killen (Alabama)
Pour les articles homonymes, voir Killen.
Killen est une municipalité américaine située dans le comté de Lauderdale en Alabama.
Selon le recensement de 2010, sa population est de 1 108 habitants. La municipalité s'étend sur 1,97 milles carrés (5,1 km2).
La ville est fondée lors de la construction du canal de Muscle Shoals. Elle doit son nom à James Killen, qui a ouvert le bureau de poste de la ville en 1896. Killen devient une municipalité en 1957.

## Démographie
| 1960 | 1970 | 1980 | 1990  | 2000  | 2010  |
| ---- | ---- | ---- | ----- | ----- | ----- |
| 620  | 683  | 747  | 1 047 | 1 119 | 1 108 |